# STS-64
STS-64 — шестьдесят четвёртый старт в рамках программы Спейс Шаттл и 19-й космический полёт Дискавери, произведен 9 сентября 1994 года. Астронавты провели в космосе около 11 суток и благополучно приземлились на Авиабазе Эдвардс 20 сентября 1994 года.

## Экипаж
- (НАСА): Ричард Ричардс (Richard N. Richards) (4)[1] — командир;
- (НАСА): Блейн Хэммонд (L. Blaine Hammond, Jr.) (2) — пилот;
- (НАСА): Джерри Линенджер (Jerry M. Linenger) (1) — специалист полёта 1;
- (НАСА): Сьюзан Хелмс (Susan J. Helms) (2) — специалист полёта 2;
- (НАСА): Карл Мид (Carl J. Meade) (3) — специалист полёта 3;
- (НАСА): Марк Ли (Mark C. Lee) (3) — специалист полёта 4.

## Цель полёта
Миссия включала в себя выполнение экспериментов разной направленности, в частности эксперимент LITE по лётным испытаниям лидара, эксперименты с возвращаемым спутником Spartan 201 снабжённым астрономической аппаратурой, опробование средства автономного перемещения астронавта SAFER, эксперимент SPIFEX по изучению выхлопа двигателей ориентации шаттла.